# Boyz n the Hood
Boyz n the Hood is een Amerikaanse dramafilm uit 1991 van debuterend regisseur John Singleton over het leven in de zwarte wijken van Los Angeles. In deze film spelen onder meer Cuba Gooding jr., Ice Cube, Laurence Fishburne en Angela Bassett. 
De titel van de film is afkomstig van het nummer "Boyz-n-the-Hood" van de rapgroep N.W.A.
Boyz n the Hood beleefde zijn première in Los Angeles op 2 juli 1991 en werd tien dagen later in de Verenigde Staten in de bioscoop uitgebracht. De film werd zowel kritisch als commercieel een succes, met een opbrengst van $57,5 miljoen in Noord-Amerika, en ontving nominaties voor Beste Regisseur en Beste Originele Scenario bij de 64e Academy Awards. Singleton werd de jongste persoon en de eerste Afro-Amerikaan die genomineerd werd voor Beste Regisseur. In 2002 verklaarde de Library of Congress van de Verenigde Staten dat de film "cultureel, historisch of esthetisch significant" was en selecteerde het voor preservering in het National Film Registry.
Het Library of Congress besloot Boyz n the Hood in 2002 op te nemen in het National Film Registry vanwege de hoge culturele waarde.

## Verhaal
In 1984 woont de tienjarige Jason "Tre" Styles III met zijn alleenstaande moeder, Reva Devereaux, in Inglewood, Californië. Nadat Tre op school in gevecht raakt, belt zijn leraar Reva en zegt dat hoewel Tre intelligent is, hij onvolwassen is en respect mist. Bezorgd over de toekomst van Tre stuurt Reva hem naar de wijk Crenshaw in South Central, waar zijn vader, Jason "Furious" Styles Jr., woont. Ze hoopt dat Tre daar levenslessen zal leren. Furious is streng en geeft Tre taken, maar hij is ook een zorgzame en attente vader. In Crenshaw herenigt Tre zich met zijn jeugdvrienden Darrin "Doughboy" Baker, Doughboy's halfbroer Ricky en hun vriend Chris. Die nacht hoort Tre Furious schieten op een inbreker. Furious belt de LAPD, en twee agenten komen een uur later aan. De blanke agent is beleefd en professioneel, terwijl de zwarte agent vijandig is en zelfhaat vertoont. De volgende dag keren Tre en Furious terug van een visreis om te zien dat Doughboy en Chris gearresteerd worden voor diefstal.
Zeven jaar later wordt er een welkomstfeest gehouden voor Doughboy, nu een lid van de Rollin 60s Crips, na zijn recente vrijlating uit de gevangenis in de hoop uit de problemen te blijven. Op het feest zijn Chris, nu verlamd door een schotwond, en nieuwe vrienden en mede-Crip-leden Dookie en Monster. Ricky is nu een running back op Crenshaw High School die hoopt op een universitaire studiebeurs. Hij woont bij zijn moeder Brenda, vriendin Shanice en hun peuterzoon. Een recruiter van USC bezoekt hem en vertelt hem dat hij een 700 moet scoren op de SAT om in aanmerking te komen. Ondertussen is Tre opgegroeid tot een volwassen en verantwoordelijke tiener die hoopt naar de universiteit te gaan met zijn vriendin Brandi. Hun relatie staat onder druk vanwege Tre's verlangen naar seks, terwijl Brandi, een traditionele katholiek, wil wachten tot na het huwelijk.
Later, tijdens een bijeenkomst op Crenshaw Blvd, wordt Ricky uitgedaagd door Ferris, een lid van de Crenshaw Mafia Bloods. Iedereen komt Ricky's verdediging te hulp, waarna Doughboy Ferris confronteert en zijn pistool trekt, wat leidt tot een ruzie tussen de bendes. Koelere hoofden overheersen totdat Ferris een automatische Mac-10 in de lucht afvuurt, waarop iedereen uiteenstuift.
Nadat ze vertrekken, worden Tre en Ricky aangehouden door een LAPD-patrouille; de leidende officier, Coffey, is de zwarte agent die jaren eerder op de inbraak reageerde. Coffey houdt zijn pistool tegen Tre's keel en bedreigt hem. Ontroerd gaat Tre naar het huis van Brandi, waar hij instort. Nadat ze hem heeft getroost, hebben ze voor het eerst seks.
De volgende middag heeft Ricky ruzie met Doughboy, waarbij Brenda aan Ricky's kant staat en Doughboy berispt. Daarna vraagt Brenda Ricky om een boodschap te doen en gaat Tre met hem mee naar een nabijgelegen drogisterij. Nadat ze zijn vertrokken, wordt er een brief bezorgd met de SAT-resultaten van Ricky. Na het verlaten van de winkel zien Ricky en Tre Ferris en de Bloods rondrijden en snijden door achterste steegjes om ze te vermijden voordat ze uit elkaar gaan. Terwijl ze in verschillende richtingen lopen, rijden de Bloods dicht langs Ricky en schiet een van hen hem dodelijk neer. Doughboy, die besefte dat Tre en Ricky in de problemen zaten toen hij de auto om het blok zag rijden, is ontroostbaar over de dood van Ricky. Doughboy helpt Tre Ricky's bebloede lichaam naar huis te dragen. Na zich verwoest te voelen, breken Brenda en Shanice in tranen uit, waarbij de vrouwen Doughboy de schuld geven van het schietincident, terwijl hij tevergeefs probeert hen beiden te troosten. Later huilt Brenda over de testresultaten van Ricky - Ricky scoorde een 710, genoeg om in aanmerking te komen voor de studiebeurs die hij zocht.
Boos zweren de overgebleven jongens wraak op de Bloods. Furious vindt Tre die zich klaarmaakt om zijn pistool mee te nemen, maar lijkt hem te overtuigen zijn plannen voor wraak op te geven. Momenten later betrappen Brandi en Furious Tre terwijl hij stiekem meegaat met Doughboy. Later, terwijl de bende door de stad rijdt, vraagt Tre om uit de auto te worden gelaten en keert naar huis terug. Doughboy vindt de Bloods bij een fastfoodrestaurant. Monster schiet de Bloods neer terwijl ze vluchten. Doughboy stapt uit zijn auto en schiet Ferris en een andere gewonde bendelid dood. Later die avond, nadat ze thuiskomen, wacht Furious op Tre. De twee staren elkaar aan zonder een woord te wisselen en gaan hun slaapkamers in voor de nacht.
De volgende ochtend bezoekt Doughboy Tre en begrijpt Tre's redenen om de bende te verlaten. Doughboy weet dat hij wraak zal moeten nemen voor het doden van Ferris en aanvaardt de gevolgen van zijn criminele leven. Hij vraagt zich af waarom de Amerikaanse media "niet weten, niet tonen of niet geven om wat er in de wijk gebeurt." Hij zegt dat hij na de dood van Ricky geen broers meer heeft, maar Tre omhelst hem en zegt dat hij "nog steeds één broer over heeft".
De epiloogtekst onthult dat Ricky de volgende dag werd begraven, Doughboy twee weken later werd vermoord, en Tre later met Brandi naar de universiteit gaat in Atlanta.

## Rolverdeling
| Acteur             | Personage               |
| ------------------ | ----------------------- |
| Cuba Gooding jr.   | Tré Styles              |
| Ice Cube           | Darrin "Doughboy" Baker |
| Morris Chestnut    | Ricky Baker             |
| Laurence Fishburne | Jason "Furious" Styles  |
| Nia Long           | Brandi                  |
| Angela Bassett     | Reva Styles             |
| Tyra Ferrell       | Brenda Baker            |
| Redge Green        | Chris                   |
| Dedrick D. Gobert  | Dookie                  |
| Baldwin C. Sykes   | Monster                 |
| Alysia Rogers      | Shanice                 |
| Regina King        | Shalika                 |
| Lexie Bigham       | Mad Dog                 |
| Raymond Turner     | Ferris                  |

## Productie

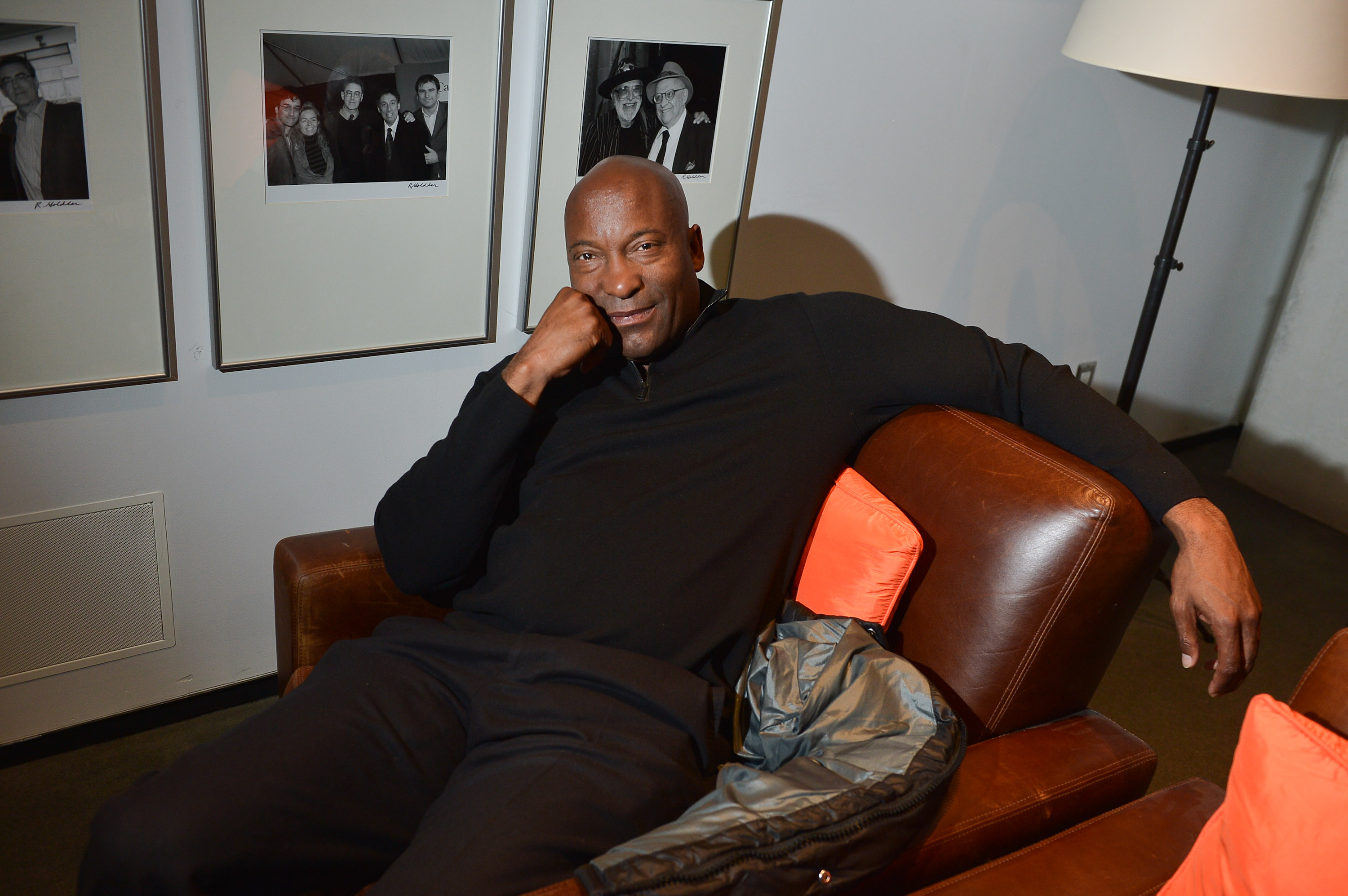
John Singleton - regisseur van Boyz n the Hood

Singleton schreef de film gebaseerd op zijn eigen leven en dat van mensen die hij kende. Bij het aanmelden voor filmschool was een van de vragen op het aanmeldingsformulier om "drie ideeën voor films" te beschrijven. Een van de ideeën die Singleton bedacht, was getiteld Summer of 84, wat later evolueerde tot Boyz n the Hood. Tijdens het schrijven werd Singleton beïnvloed door de film uit 1986 Stand by Me, wat zowel een vroege scène inspireerde waarin vier jongens een reis maken om een dood lichaam te zien als het afsluitende fade-out van het hoofdpersonage Doughboy.
Na voltooiing was Singleton beschermend ten opzichte van zijn script en stond erop dat hij degene zou zijn die het project regisseerde. Hij legde later uit tijdens een retrospectieve vertoning van de film: "Ik zou niet willen dat iemand uit Idaho of Encino deze film zou regisseren." Hij verkocht het script aan Columbia Pictures in 1990, die de film onmiddellijk groenlichtte vanwege hun interesse in het maken van een film vergelijkbaar met de komisch-dramafilm Do the Right Thing (1989).
De rol van Doughboy was speciaal geschreven voor Ice Cube, die Singleton ontmoette tijdens zijn stage bij The Arsenio Hall Show. Singleton merkte ook op dat de studio niet op de hoogte was van Ice Cube's positie als lid van de rapgroep N.W.A.. Singleton beweert dat Gooding en Chestnut werden gecast omdat zij de eersten waren die bij de audities verschenen, terwijl Fishburne werd gecast nadat Singleton hem ontmoette op de set van Pee-wee's Playhouse, waar Singleton werkte als productieassistent en beveiligingsbeambte.
Long groeide op in het gebied dat de film afbeeldt en heeft gezegd: "Het was belangrijk voor mij als jonge acteur dat dit echt aanvoelt, omdat ik wist hoe het was om na school thuis te komen en 's nachts schoten te horen." Bassett noemde Singleton op de set haar "kleine broer". "Ik was ongeveer drie jaar in LA en ik probeerde, probeerde, probeerde films te doen," zei ze. "We spraken, ik deed auditie en hij gaf me een kans. Ik wacht sindsdien op de kans om met hem te werken."
De film werd in volgorde opgenomen, waarbij Singleton later opmerkte dat naarmate de film vordert, het camerawerk beter wordt omdat Singleton zijn plek als regisseur vond. Hij heeft een cameo in de film, waarbij hij verschijnt als een postbode die post overhandigt aan Brenda terwijl Doughboy en Ricky een opstootje hebben op het voorterrein.

## Trivia
- In Grand Theft Auto: San Andreas is de hele crew van C.J. gebaseerd op de groep jongens uit de film. Ook zijn een aantal missies gebaseerd op delen van de film, zoals de missie waarbij het huis van Big Smoke beschoten wordt door een groep Balla O.G.'s tijdens een feest, waarna je deze O.G.'s achtervolgt.
- De Australische alternatieve rockband TISM bracht in 1992 een live VHS uit met de naam Boyz n the Hoods, waarvan de cover-art wordt gepresenteerd als een parodie op de originele VHS-hoes van de film, zij het met een nep-disclaimer op de cover die verklaart dat als gevolg van een productiefout de niet-bestaande film is vervangen door het concert van TISM.
- Personages en scènes uit Boyz n the Hood worden geparodieerd in de misdaadkomedie-parodie uit 1996, Don't Be a Menace to South Central While Drinking Your Juice in the Hood.
- In de komediefilm Get Hard uit 2015 wordt het personage Darnell van Kevin Hart gevraagd te praten over de reden voor zijn verzonnen gevangenisstraf van jaren eerder. Worstelend om een verhaal te bedenken, beschrijft hij de laatste scène van Boyz n the Hood en doet alsof het zijn eigen ervaring is tegenover het personage van Will Ferrell.
- In de laatste aflevering van de serie Snowfall, die Singleton mede schreef, mede creëerde, mede-uitvoerend produceerde en regisseerde, lopen de hoofdpersonages Leon en Franklin langs iemand die op straat een film aan het maken is die sterk lijkt op een scène met de jongens uit John Singleton's Boyz n the Hood, als eerbetoon aan de maker.